# Satoshi Nakayama
Satoshi Nakayama (中山 悟志 Nakayama Satoshi?), född 7 november 1981 i Miyazaki prefektur, är en japansk fotbollsspelare.
Nakayama började sin karriär 2000 i Gamba Osaka. Efter Gamba Osaka spelade han för Nagoya Grampus Eight, Roasso Kumamoto, Mito HollyHock, V-Varen Nagasaki och FC Ryukyu. Han avslutade karriären 2015.